# Catherine Bott (football)
Cet article concerne une footballeuse néo-zélandaise. Pour la soprano britannique, voir Catherine Bott.
Pour les articles homonymes, voir Bott.
Catherine Bott, née le 22 avril 1995 à Wellington, est une footballeuse internationale néo-zélandaise. Elle évolue au poste de défenseuse à Leicester City.

## Carrière

### Carrière internationale
Après avoir joué en 2012 avec l'équipe des U-17 d'Australie (9 sélections et 1 but), elle a été appelée en 2014 dans le groupe des U-20 (11 sélections). 
Elle obtient sa première sélection lors d'un match contre la Corée du Sud (défaite 0-4) le 10 mars 2014. Elle participe à la Coupe du monde des U-20 de 2014 et participe aux trois matchs de la phase de poule et au quart de finale perdu contre le Nigéria.
Elle est sélectionnée pour participer aux Jeux olympiques 2016.

## Palmarès

### Palmarès en sélection
- Vainqueur de la Coupe d'Océanie 2018.
- Premier tour de la Coupe du monde 2015.
- Quart de finale de la Coupe du monde des U-20 de 2014.